# پیتر جیسون
پیتر جیسون (به انگلیسی: Peter Jason؛ زادهٔ ۲۲ ژوئیهٔ ۱۹۴۴ – درگذشتهٔ ۲۰ فوریهٔ ۲۰۲۵) بازیگر آمریکایی بود.
از جمله فیلم‌هایی که وی در آن‌ها بازی کرده‌است، می‌توان به داغ سرخ، ارواح مریخ، کنگو، مردی که برگشت، هراس از عنکبوت، حرکت مک‌آلیستر، کارمند ماه، میلیون‌ها بروسترس، سقوط کردن و پول کثیف اشاره کرد.